# Avion Shopping Park Brno
Avion Shopping park Brno je nejstarší brněnské obchodní centrum, nacházející se v městské části Brno-jih, na východě katastrálního území Dolní Heršpice, poblíž křížení dálnic D1 a D2. Nachází se zde první původní brněnský hypermarket Tesco. Celková plocha centra je 206 433 m² a parkoviště má kapacitu 2300 míst. V roce 2006 mělo centrum 6,17 milionu návštěvníků. V centru je bezplatné wifi připojení.

## Historie

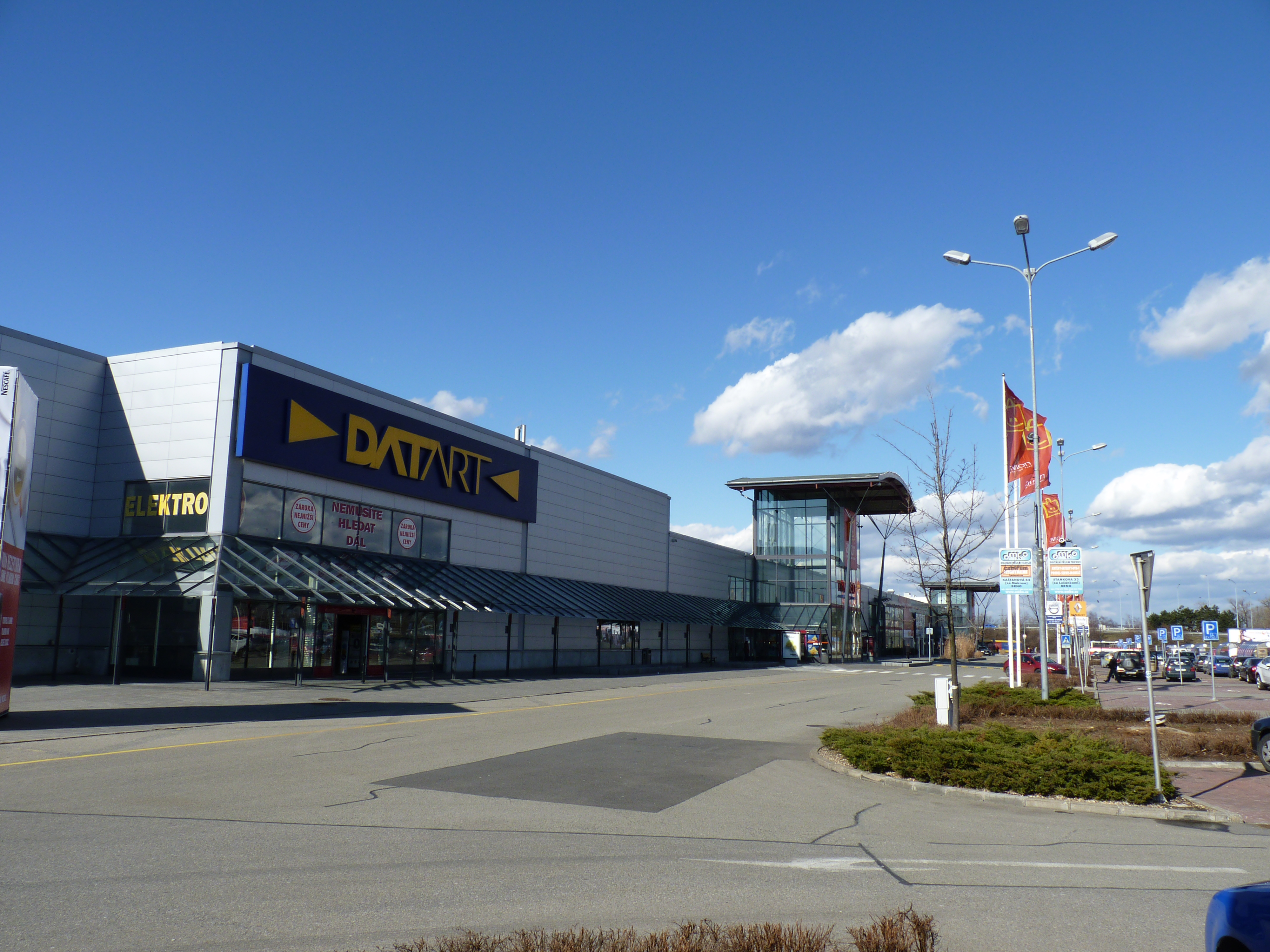
Boční pohled

- Centrum bylo otevřeno v listopadu roku 1998[3]

## Doprava
- Do nákupního centra jezdí z Jundrova linka 67 provozovaná dopravcem DPMB, na které platí běžný tarif IDS JMK. V areálu se nachází tři autobusové zastávky – Avion Shopping park, IKEA a Skandinávská.
- Do 20. dubna 2020 zde jezdila také bezplatná autobusová linka AVION.[5]
- Do nákupního centra vede také sjezd z dálnice D2.